# 時実利彦
時実 利彦（ときざね としひこ、1909年9月4日 - 1973年8月3日）は、日本の生理学者。東京大学名誉教授。専門は大脳生理学。医学博士。岡山県生まれ。その名前を冠した賞もある。

## 略歴
- 岡山一中（現岡山県立岡山朝日高等学校）、第六高等学校卒業
- 1934年：東京帝国大学医学部卒業
- 1945年：東京帝国大学附属医学専門部教授（1950年まで）
- 1954年：カリフォルニア大学ロサンゼルス校解剖学教室留学
- 1956年：東京大学医学部脳研究施設教授
- 1962年：東京大学医学部脳研究施設長
- 1967年：京都大学霊長類研究所教授（併任）
- 1970年：京都大学霊長類研究所教授（専任、1973年4月まで）

## 学問上の功績
時実は、実験脳生理学の手法を日本に導入、大脳皮質の活動水準を調節し行動に至る神経活動を電気生理学的に体系づけた。

## 恩師
大学の恩師に橋田邦彦がいる。また数学者の岡潔と親交があり、岡の晩年は時実よりも岡の方が大脳生理学の師に近い関係であった。

## 著書
- 『人間のからくり』毎日新聞社 1959
- 『よろめく現代人 相争う二つの心をどう操るか』講談社 ミリオン・ブックス 1960
- 『脳のすべて あたまをすっきり』毎日新聞社 1962
- 『脳の話』1962. 岩波新書
- 『人間とは何か 脳のはたらきを通して』通信教育振興会 教養の書 1968
- 『脳と人間』雷鳥社 1968
- 『頭をよくするために 脳のすべて 改訂新版』毎日新聞社 1969
- 『目でみる脳 その構造と機能』東京大学出版会 1969
- 『人間であること』1970 岩波新書
- 『脳を考える』日本経済新聞社 1972
- 『脳と保育』雷鳥社 1974
- 『生命の尊厳を求めて』みすず書房 1975
- 『頭の働きをよくする本』三晃書房 1977.1
- 『頭をよくする話』三笠書房 1985.9　のち知的生きかた文庫
- 『脳を育てる 知能・創造・意欲の構造』三笠書房 1985.1　のち知的生きかた文庫
- 『心と脳のしくみ』1988.3 講談社学術文庫
- 『脳と心、からだの不思議がわかる本』三笠書房 1991.11

### 共編著
- 『筋電図 その臨床的応用』吉井直三郎共編 永井書店 1954
- 『頭と心の管理 若い世代のために』重田定正,佐藤正共著 ダイヤモンド社 1961
- 『筋電図入門』三木威勇治共編 南山堂 1964
- 『視床下部 基礎と臨床』冲中重雄,小林隆共編 文光堂 1966
- 『脳の生理学』朝倉書店 1966
- 『頭と心の活性化 ヤングビジネスマンのために あなたの性能を高める20章』本明寛,清原健司共著 実務教育社 1967
- 『中枢神経実験法 生理学編』大熊輝雄共編 医学書院 1967
- 『情操・意志・創造性の教育』 第一法規出版 教育学叢書1969
- 『脳と神経系』 岩波書店 1976

### 翻訳
- フルトン『神経系の生理学』坂本嶋嶺,冲中重雄共訳 金芳堂 1955
- マグーン『脳のはたらき その研究の歴史と現状』朝倉書店 1960
- Paul O.Chatfield『臨床神経生理学の基礎』笠松章共訳 協同医書出版社 1960
- ヤング『脳と記憶』中村嘉男共訳 みすず書房 みすず科学ライブラリー 1970
- Sidney Ochs『神経生理学入門』訳監修 協同医書出版社 1972